# Hans-Jochen Jaschke
Pour les articles homonymes, voir Jaschke.
Hans-Jochen Jaschke, né le 29 septembre 1941 à Beuthen (Silésie, Pologne) et mort le 11 juillet 2023 à  Hambourg (Allemagne), est un prélat catholique allemand, évêque auxiliaire d'Osnabrück de 1988 à 1994, puis de Hambourg de 1994 à 2016.

## Biographie

### Formation et prêtrise
Après leur expulsion de Haute-Silésie, Hans-Jochen Jaschke et sa famille s'installent à Bückeburg en Basse-Saxe.
Il étudie, de 1961 à 1966, à la Faculté de philosophie et de théologie de Sankt Georgen à Francfort-sur-le-Main et à l'université de Münster.
Il est ordonné diacre le 2 juillet 1966, puis prêtre le 28 janvier 1967, en la cathédrale Saint-Pierre d'Osnabrück.
Il exerce alors, de 1967 à 1970, la charge de vicaire de l'église Saint-Jean de Brême.
De 1970 à 1974, il termine ses études à Munich et Ratisbonne — où il a notamment Joseph Ratzinger pour professeur — et obtient son doctorat avec une thèse sur la présence du Saint-Esprit dans la confession de l'Église.
En 1988, le père Jaschke est nommé curé à Quakenbrück.

### Épiscopat
Le 18 novembre 1988, Hans-Jochen Jaschke est nommé évêque titulaire de Tisili (de) et évêque auxiliaire du diocèse d'Osnabrück par le pape Jean-Paul II. Il reçoit sa consécration épiscopale le 8 janvier 1989, en la cathédrale d'Osnabrück, des mains de Mgr Ludwig Averkamp, assisté de Mgrs Karl-August Siegel et Theodor Kettmann.
Le 24 octobre 1994, il est nommé évêque auxiliaire de l'archidiocèse de Hambourg. En 1995, il devient également vicaire épiscopal chargé de l'enseignement, des questions sur l'œcuménisme, de la culture et des médias. Il dirige la branche hambourgeoise de l'association Caritas et préside le conseil de surveillance de l'hôpital Sainte-Marie de Hambourg. Sans oublier son rôle de commissaire épiscopal pour la police fédérale.
Au sein de la Conférence épiscopale allemande, il est membre de la Commission œcuménique et de la Commission pour l'Église universelle ainsi que président de la sous-commission pour le dialogue inter-religieux.
En 2003, il est nommé grand officier de l'ordre du Saint-Sépulcre par le cardinal Carlo Furno, grand maître de l'ordre, et est investi le 8 avril 2003 à Jérusalem. Il est également aumônier de la branche allemande de l'ordre protestant de Saint-Jean.
Le 8 octobre 2016, le pape accepte sa démission pour raison d'âge.
Il meurt le 11 juillet 2023 à Hambourg.